# 謝尼夫 (日達喬夫區)
49°32′57″N 24°18′33″E / 49.54917°N 24.30917°E
謝尼夫（烏克蘭語：Сенів），是烏克蘭西部的村莊，隸屬利維夫州的斯特雷區。該村面積0.88平方公里，海拔高度297米，2001年人口65，人口密度每平方公里73.86人。